# Encsencs
Encsencs is een plaats (község) en gemeente in het Hongaarse comitaat Szabolcs-Szatmár-Bereg. Encsencs telt 2061 inwoners (2001).